# 1180 Peachtree
1180 Peachtree, conocido normalmente como Symphony Tower, es un rascacielos de 41 plantas situado en el 1180 Peachtree Street en Midtown Atlanta, Georgia, Estados Unidos. Con una altura aproximada de 200 metros, el edificio contiene oficinas y espacio comercial en sus 351.616 metros cuadrados de superficie así como un aparcamiento de 1.200 plazas. La construcción fue completada en 2006.
Diseñado por la firma arquitectónica Pickard Chilton de Connecticut, 1180 Peachtree incorpora varias innovaciones medioambientales que han conseguido la prestigiosa certificación LEED Oro del US Green Building Council. Dos grandes aletas de vidrio que se extienden por encima de las fachadas norte y sur marcan el edificio en el skyline. Estas aletas se iluminan por la noche, creando una espectacular presencia en el skyline y dando un toque gótico.
Kendall/Heaton Associates, Inc. de Houston sirvieron como arquitectos de registro de 1180 Peachtree.
Más del 60% del espacio alquilable de la torre está ocupado por el bufete de abogados de Atlanta King & Spalding como su sede internacional. El bufete se situaba previamente en 191 Peachtree Tower.
El edificio pretende ser el campanario del propuesto Atlanta Symphony Center del Woodruff Arts Center, diseñado por el arquitecto español Santiago Calatrava y estaba planeado para ocupar el solar al lado de este edificio en 14th Street. El Symphony Center, con un coste de $ 300 millones, no comenzará a construirse hasta que se consiga la financiación necesaria.